# Lisa Cheng
Lisa Cheng (chiń. 鄭麗莎; ur. 17 lutego 1986 roku w Hongkongu) – hongkońska wspinaczka sportowa. Specjalizowała się w prowadzeniu oraz we wspinaczce na czas. Mistrzyni Azji we wspinaczce sportowej w konkurencji na czas z 2006.

## Kariera sportowa
Dwukrotnie na  mistrzostwach Azji we wspinaczce sportowej w konkurencji na czas w latach 2004 oraz 2005 wywalczyła brązowe medale. 
W roku 2006 w tajwańskim Kaohsiungu we wspinaczce sportowej zdobyła złoty medale mistrzostw Azji w konkurencji na czas w finale pokonała reprezentantkę Singapuru Beatrix Chong oraz Indonezji Yuyun Yuniar.

## Osiągnięcia

### Mistrzostwa świata
| Konkurencje        | 2005 | 2007 |
| Bouldering         | 79   | —    |
| Wspinaczka na czas | 13   | 4    |

### Mistrzostwa Azji
| Konkurencje        | 2004 | 2005 | 2006 |
| Prowadzenie        | 17   | 10   | —    |
| Wspinaczka na czas | 3    | 3    | 1    |